# Turtur
Turtur és un gènere d'ocells de la família dels colúmbids (Columbidae) que inclou diverses espècies de coloms tropicals d'Àfrica.
El gènere Turtur va ser introduït l'any 1783 pel naturalista holandès Pieter Boddaert per acomodar-se a la tortoreta alablava (Turtur afer). La paraula Turtur prové del llatí i significa “tórtora”.

## Taxonomia
Segons la Classificació del Congrés Ornitològic Internacional (versió 14.2, 2024) aquest gènere està format per cinc espècies:
- tortoreta del Sahel (Turtur abyssinicus).
- tortoreta alablava (Turtur afer).
- tortoreta capblava (Turtur brehmeri).
- tortoreta d'ales maragda (Turtur chalcospilos).
- tortoreta timbalera (Turtur tympanistria).